# Gornje Luge
Gornje Luge (cyr. Горње Луге) – wieś w Czarnogórze, w gminie Andrijevica. W 2011 roku liczyła 120 mieszkańców.